# Dylan Harper
Dylan Harper (nascido em 13 de junho de 2006) é um jogador de basquetebol norte-americano que atua como Armador no San Antonio Spurs da NBA. Foi selecionado como a segunda escolha geral no Draft da NBA de 2025.

## Primeiros anos e ensino médio
Harper nasceu em Nova Jersey e ganhou destaque no basquete durante o ensino médio, jogando pela Montverde Academy na Flórida, uma das principais escolas de basquete do país. Foi eleito McDonald's All-American e Gatorade National Player of the Year em 2024.

## Carreira universitária
Harper ingressou na Universidade de Stanford para a temporada 2024–25, onde se destacou com médias de 17,8 pontos, 6,3 rebotes e 3,1 assistências por jogo.

## Carreira profissional
No Draft da NBA de 2025, Harper foi selecionado na segunda posição geral pelo San Antonio Spurs. Sua capacidade atlética e visão de jogo o tornaram um dos prospectos mais promissores de sua classe.

## Estilo de jogo
Harper é reconhecido por sua versatilidade ofensiva, capacidade atlética e habilidades defensivas sólidas. Sua agilidade e controle de bola o fazem eficiente em múltiplas posições no perímetro.

## Vida pessoal
Dylan vem de uma família com tradição esportiva e é considerado uma das maiores promessas do basquete norte-americano de sua geração.